# Summer Time Gone
"Summer Time Gone" là đĩa đơn thứ 34 của Kuraki Mai được phát hành vào ngày 31 tháng 8 năm 2010.

## Danh sách bài hát
Tất cả lời bài hát được viết bởi Kuraki Mai.
| "Summer Time Gone" Regular Edition | "Summer Time Gone" Regular Edition | "Summer Time Gone" Regular Edition | "Summer Time Gone" Regular Edition | "Summer Time Gone" Regular Edition |
| STT                                | Nhan đề                            | Phổ nhạc                           | Hòa âm                             | Thời lượng                         |
| ---------------------------------- | ---------------------------------- | ---------------------------------- | ---------------------------------- | ---------------------------------- |
| 1.                                 | "Summer Time Gone"                 | Aika Ohno                          | Hayama Takeshii                    | 4:24                               |
| 2.                                 | "Anywhere"                         | Jon Carin & Perry Geyer            | Jon Carin & Perry Geyer            | 5:03                               |
| 3.                                 | "Summer Time Gone" (Instrumental)  | Aika Ohno                          | Hayama Takeshii                    | 4:24                               |

## Bảng xếp hạng

### Oricon
| Phát hành           | Bảng xếp hạng                | Vị trí | Ngày đầu/Tuần | Tổng mức bán | Số tuần |
| ------------------- | ---------------------------- | ------ | ------------- | ------------ | ------- |
| 31 tháng 8 năm 2010 | Oricon Daily Singles Chart   | 1      |               |              |         |
| 31 tháng 8 năm 2010 | Oricon Weekly Singles Chart  | 4      |               |              |         |
| 31 tháng 8 năm 2010 | Oricon Monthly Singles Chart | 15     |               |              |         |
| 31 tháng 8 năm 2010 | Oricon Yearly Singles Chart  |        |               |              |         |

### Billboard Japan sales chart
| Phát hành           | Bảng xếp hạng                     | Vị trí |
| ------------------- | --------------------------------- | ------ |
| 31 tháng 8 năm 2010 | Billboard Japan Hot 100           |        |
| 31 tháng 8 năm 2010 | Billboard Japan Hot 100 Airplay   |        |
| 31 tháng 8 năm 2010 | Billboard Japan Hot Singles Sales |        |